# Krzysztof Gajtkowski
Krzysztof Gajtkowski, né le 26 septembre 1980 à Bytom, est un footballeur polonais. Il est attaquant au Kolejarz Stróże.

## Clubs
- 1998-1999 :  Szombierki Bytom
- 1999-2003 :  GKS Katowice
- 2003 :  Lech Poznań
- 2003-2004 :  GKS Katowice (prêt)
- 2004-2006 :  Lech Poznań
- 2006-2008 :  Korona Kielce
- 2008-2009 :  Polonia Varsovie (prêt)
- 2009-2011 :  Korona Kielce
- 2011-2012 :  Warta Poznań
- 2012 :  Kolejarz Stróże
- 2013 :  Bytovia Bytów
- 2013 :  Szombierki Bytom
- 2014 :  MKS Sławków

## Statistiques
(au 28 décembre 2012)
- 200 matches de D1 polonaise
- 57 matches de D2 polonaise
- 3 matches de coupe d'Europe